# Ренсо Реворедо
Ренсо Реворедо (ісп. Renzo Revoredo, нар. 11 травня 1986, Ліма) — перуанський футболіст, захисник клубу «Спортінг Крістал».
Виступав, зокрема, за клуби «Коронель Болоньесі» та «Універсітаріо де Депортес», а також національну збірну Перу.

## Клубна кар'єра
У дорослому футболі дебютував 2003 року в складі команди клубу «Спортінг Крістал» за який щопрада не провів жодного матчу впродовж чемпіонату. 
2004 року приєднався до клубу «Коронель Болоньесі». Відіграв за команду з Такни наступні чотири сезони своєї ігрової кар'єри.
2009 року уклав контракт з клубом «Універсітаріо де Депортес», у складі якого провів наступні два роки своєї кар'єри гравця. Більшість часу, проведеного у складі «Універсітаріо де Депортес», був основним гравцем захисту команди.
Згодом з 2011 по 2012 рік грав у складі команд клубів «Спортінг Крістал», «Олімпія» (Асунсьйон) та «Барселона» (Гуаякіль).
До складу клубу «Спортінг Крістал» повернувся 2013 року. Відтоді встиг відіграти за команду з Ліми 89 матчів в національному чемпіонаті.

## Виступи за збірну
2009 року дебютував в офіційних матчах у складі національної збірної Перу. Наразі провів у формі головної команди країни 20 матчів.
У складі збірної був учасником Кубка Америки 2011 року в Аргентині, Кубка Америки 2016 року в США.

## Титули і досягнення

### Клубні
- Чемпіон Перу (2):

«Коронель Болоньесі»: 2007
«Універсітаріо де Депортес»: 2009
- Чемпіон Еквадору (1):

«Барселона» (Гуаякіль): 2012

### Збірна
- Національна збірна Перу

Бронзовий призер Кубка Америки: 2011